# فرانك كيتشن
فرانك كيتشن (بالإنجليزية: Frank Kitchen)‏ هو لاعب دوري الرغبي بريطاني، ولد في 1931 في بريسكوت ‏ في المملكة المتحدة.